# Welcome 2 My Nightmare
Welcome 2 My Nightmare — двадцать шестой студийный и девятнадцатый сольный альбом Элиса Купера, записанный и выпущенный в 2011 году.

## Об альбоме
Впервые идея альбома возникла после тридцатой годовщины оригинального Welcome to My Nightmare во время разговора Купера с продюсером Бобом Эзрином, который и предложил идею о продолжении Welcome to My Nightmare. Поначалу Элис намеревался сделать продолжение своего альбома 2008 года Along Came a Spider, но потом всё же решил воплотить в жизнь эту понравившеюся идею. Концепция альбома была описана им как «ещё один кошмар, и этот ещё хуже, чем предыдущий». О завершении альбома Купер объявил в феврале 2011 года на своём радиошоу Nights with Alice Cooper.

## Варианты изданий альбома

### Стандартное издание
Содержит компакт-диск в стандартной упаковке. Включает буклет.

### Коллекционный набор
Содержит:
- Компакт-диск в картонной упаковке, сделанной в виде книжки;
- 132-страничный журнал, полностью посвящённый Элису Куперу;
- Большой двусторонний плакат;
- Картонная маска, представляющая собой лицо Элиса в гриме;
- Нагрудный значок.

### «Deluxe» издание
Содержит:
- Компакт-диск;
- Буклет;
- Эксклюзивный «Билет в ад» («ticket to hell»)
- Двусторонний плакат.

### Виниловое издание
Содержит:
- Двe долгоиграющих виниловых грампластинки кроваво-красного цвета;
- Обложка для двойного винила с разворотом и буклетом;
- Двусторонний плакат.

## Список композиций
| №   | Название                        | Автор(ы)                                                                     | Длительность |
| --- | ------------------------------- | ---------------------------------------------------------------------------- | ------------ |
| 1.  | «I Am Made of You»              | Элис Купер, Боб Эзрин, Дезмонд Чайлд                                         | 5:32         |
| 2.  | «Caffeine»                      | Купер, Эзрин, Томми Хенриксен, Кит Нельсон                                   | 3:23         |
| 3.  | «The Nightmare Returns»         | Купер, Эзрин                                                                 | 1:14         |
| 4.  | «A Runaway Train»               | Купер, Эзрин, Деннис Данавей                                                 | 3:51         |
| 5.  | «Last Man on Earth»             | Купер, Эзрин, Пигги Ди, Дэвид Спренг                                         | 3:47         |
| 6.  | «The Congregation»              | Купер, Эзрин, Хенриксен                                                      | 3:59         |
| 7.  | «I’ll Bite Your Face Off»       | Купер, Эзрин, Хенриксен, Нил Смит                                            | 4:25         |
| 8.  | «Disco Bloodbath Boogie Fever»  | Купер, Эзрин, Хенриксен                                                      | 3:35         |
| 9.  | «Ghouls Gone Wild»              | Купер, Эзрин, Хенриксен                                                      | 2:33         |
| 10. | «Something to Remember Me By»   | Купер, Дик Вагнер                                                            | 3:16         |
| 11. | «When Hell Comes Home»          | Купер, Эзрин, Майкл Брюс                                                     | 4:29         |
| 12. | «What Baby Wants» (feat. Ke$ha) | Купер, Эзрин, Хенриксен, Кеша                                                | 3:43         |
| 13. | «I Gotta Get Outta Here»        | Купер, Эзрин, Петтерсон Худ                                                  | 4:20         |
| 14. | «The Underture» (Instrumental)  | Купер, Эзрин, Хенриксен, Чайлд, Вагнер, Джереми Руболино, Келли Джей Фордхэм | 4:37         |

### Бонусы
| №   | Название                         | Автор(ы)                | Длительность |
| --- | -------------------------------- | ----------------------- | ------------ |
| 15. | «We Gotta Get Out of This Place» | Барри Манн, Синтия Вейл | 3:09         |

| №   | Название                             | Автор(ы)                    | Длительность |
| --- | ------------------------------------ | --------------------------- | ------------ |
| 15. | «Under the Bed»                      | Купер, Эзрин, Хенриксен     | 4:00         |
| 16. | «Poison» (Live at Download Festival) | Купер, Чайлд, Джон МакКарри | 5:01         |

| №   | Название                                           | Автор(ы)             | Длительность |
| --- | -------------------------------------------------- | -------------------- | ------------ |
| 15. | «We Gotta Get Out of This Place»                   | Манн, Вейл           | 3:09         |
| 16. | «No More Mr. Nice Guy» (Live at Download Festival) | Купер, Брюс          | 3:14         |
| 17. | «The Black Widow» (Live at Download Festival)      | Купер, Эзрин, Вагнер | 5:24         |

| №   | Название                                           | Автор(ы)                | Длительность |
| --- | -------------------------------------------------- | ----------------------- | ------------ |
| 15. | «Under the Bed»                                    | Купер, Эзрин, Хенриксен | 4:00         |
| 16. | «Poison» (Live at Download Festival)               | Купер, Чайлд, МакКарри  | 5:01         |
| 17. | «No More Mr. Nice Guy» (Live at Download Festival) | Купер, Брюс             | 3:14         |
| 18. | «The Black Widow» (Live at Download Festival)      | Купер, Эзрин, Вагнер    | 5:24         |

| №   | Название   | Длительность |
| --- | ---------- | ------------ |
| 15. | «Flatline» | 3:27         |

| №   | Название                         | Автор(ы)                        | Длительность |
| --- | -------------------------------- | ------------------------------- | ------------ |
| 15. | «A Bad Situation»                | Купер, Гаррик, Джим Бачи, Эзрин | 3:43         |
| 16. | «Dialogue - How They Came to Be» | Купер (интервью)                | 25:42        |

## Участники записи
- Элис Купер — вокал, гармоника
- Боб Эзрин — продюсер
- Майкл Брюс — гитара, клавишные, бэк-вокал
- Деннис Данавей — бас-гитара, бэк-вокал
- Нил Смит — барабаны, перкуссия, бэк-вокал
- Кит Нельсон — гитара, бэк-вокал на «Caffeine»
- Дезмонд Чайлд — соавтор песен
- Дик Вагнер — соавтор песен, гитара на «The Underture»
- Томми Денандер — гитара на «I am made of you»
- Винс Гилл — гитара на «A Runaway Train», «Gotta Get Outta Here»
- Чак Гаррик — бас-гитара
- Джереми Руболино — соавтор песен
- Кеша — вокал на «What Baby Wants»
- Роб Зомби — бэк-вокал на «The Congregation»
- Джон Вильям Лоури — гитара на «Disco Bloodbath Boogie Fever»
- Пигги Ди — бас-гитара на «Last Man On Earth»
- Дэвид Спренг — ударные на «Last Man On Earth»
- Кип Вагнер — бэк-вокал на «Ghouls Gone Wild», «The Congregation»
- Петтерсон Худ — гитара на «Gotta Get Outta Here»
- Деймон Джонсон — гитара на «We Gotta Get Out of This Place»
- Кери Келли — гитара на «We Gotta Get Out of This Place»
- Джимми ДеГрассо — Ударные на «We Gotta Get Out of This Place»